# アナスタシヤ・セバストワ
アナスタシヤ・セバストワ（Anastasija Sevastova, 1990年4月13日 - ）は、ラトビア・リエパーヤ出身の女子プロテニス選手。これまでにWTAツアーでシングルス4勝を挙げている。自己最高ランキングはシングルス11位、ダブルス56位。身長169cm、体重65kg。右利き、バックハンド・ストロークは両手打ち。シングルスで当地最大の女子選手であるラリサ・ネーランド以来10数年ぶりにツアーレベルに到達した選手であり、ネーランドに続くラトビア史上二人目のシングルストップ100入りやツアーシングルス優勝を挙げた選手である。

## 来歴
6歳から祖母の勧めでテニスを始める。15歳になるまではあくまで趣味としてテニスを楽しんでいたとのことで、ジュニアツアーはITFジュニアサーキット最下位グレードの大会に3大会出場したのみであったが、2005年には15歳でラトビア代表に選出され、同年4月にトルコで開かれたフェドカップヨーロッパ/アフリカグループIIラウンドロビンの対グルジア戦、対アイルランド戦、準決勝の対ルーマニア戦の計3戦において、シングルスで起用されている。16歳の時にマルティン・ルスナーに師事するようになり、同年4月にプロ転向。

## プロキャリア
プロ転向初年からサーキットシングルスで2優勝を挙げるなど順調にランクを伸ばしていき、2007年5月のイスタンブール・カップでは、当時世界ランク391位ながらシングルス予選を勝ち上がりツアー本戦初出場を果たすと、1回戦で当時世界ランク99位のアナスタシア・ヤキモワを 6-1, 6-3 のストレートで破り2回戦に進出。2回戦では第5シードのアリョーナ・ボンダレンコ相手にファイナルタイブレークまで持ち込む大接戦を演じたが、4-6, 6-3, 6-7(5) のスコアで惜敗した。
2008年はウィンブルドン選手権シングルス予選でグランドスラム大会に初挑戦したが、ここでは予選1回戦で第17シードのベスナ・マナシエワに敗れている。2009年は更なる躍進の年となり、シングルス予選を勝ち上がって出場した4月のファミリー・サークル・カップでは、1回戦でマルタ・ドマホフスカを 6-1, 1-6, 6-4 のストレートで破り2年ぶりのツアー勝利を挙げ、マリオン・バルトリとの2回戦に進出。続いて出場したヨハネスブルグサーキットシングルスでサーキット最高ランクの10万ドル大会初優勝を果たすと、5月の全仏オープンではシングルス予選を勝ち上がりグランドスラム大会本戦初出場。1回戦ではメリンダ・ツィンクと対戦したが、ツィンクに 6-3, 4-6, 1-6 のフルセットで敗退。6月のウィンブルドン選手権でもシングルス予選を勝ち上がり本戦に出場したが、1回戦でカテリナ・ボンダレンコに 3-6, 6-7(5) のストレートで敗れている。本戦からの出場となった全米オープンでは、1回戦でタマリネ・タナスガーンを 6-3, 7-5 のストレートで下しグランドスラムシングルス初勝利を挙げると、2回戦では当時世界ランク6位、第6シードのスベトラーナ・クズネツォワに挑戦したが、4-6, 2-6 のストレートで敗退した。
9月の広州国際女子オープンシングルス2回戦では、当時世界ランク23位の第1シードアナベル・メディナ・ガリゲスを 3-6, 6-3, 6-1 のフルセットで破る活躍で準々決勝に進出。準々決勝では第8シードのアルベルタ・ブリアンティと対戦し、4-6, 2-6 のストレートで敗退したが、自身初のツアーベスト8進出を果たした。これらの活躍により、シングルス年度末ランクも前年の194位からシーズン終了時には83位まで大幅に上昇。ラトビア人としては1998年に73位でシーズンを終了したラリサ・ネーランド以来、11年振り史上2人目の年間トップ100フィニッシュとなった。
2010年は2月のドバイ・テニス選手権シングルスで予選を勝ち上がり本戦に進出。1回戦でベラ・ドゥシェビナを 6-2, 5-7, 7-5 のフルセットで下し、当時世界ランク9位の第7シードアグニエシュカ・ラドワンスカとの2回戦まで進出。本戦から出場した3月のモンテレイ・オープンシングルスでは、1回戦で当時世界ランク9位の第1シードエレナ・ヤンコビッチを 5-7, 6-4, 6-4 のフルセットで下す番狂わせで勝利すると、2回戦でイベタ・ベネソバを 6-1, 6-2 のストレートで、準々決勝でアリーゼ・コルネを 2-6, 7-5, 6-1 のフルセットでそれぞれ下し、第3シードのアナスタシア・パブリュチェンコワとの準決勝まで進出した。
ノーシードで出場した5月のエストリル・オープンシングルスでは、1回戦で第1シードのアグネシュ・サバイを 3-6, 6-3, 6-3 のフルセットで下し勢い乗ると、2回戦でクルム伊達公子を 6-1, 4-2 とした所でクルム伊達の途中棄権で、準々決勝のアナスタシア・ロデイオノワを 7-6(6), 6-2 のストレートで、準決勝で第7シードの彭帥を 6-7(6), 6-1, 6-3 のフルセットでそれぞれ下し決勝に進出。決勝ではノーシードのアランチャ・パラ・サントンハと対戦、パラ・サントンハを 6-2, 7-5 のストレートで下し、ラトビア人選手としては1993年8月のアメリカ・スケネクタディ大会で優勝したラリサ・ネーランド以来、17年ぶり史上2人目のツアーシングルス優勝を果たした。
2011年全豪オープンでは1回戦でポロナ・ヘルツォグを 6-4, 7-6(5)、2回戦でヤニナ・ウィックマイヤーを 6-4, 6-2 、3回戦でベスナ・マナシエワを 6-1, 6-3 で破り4回戦に進出した。4回戦では第1シードのキャロライン・ウォズニアッキに 3-6, 4-6 で敗れた。しかしその後は病気や怪我に悩まされるようになりランキングも下降した。2013年5月に23歳で現役引退を発表した。
2015年にセバストワは2年ぶりに現役復帰をした。2016年全豪オープンでは予選を勝ち上がり4年ぶりに4大大会に出場した。
2016年全米オープンと2017年全米オープンでベスト8に進出した。
2018年全米オープンでは4回戦でエリナ・スビトリナ、準々決勝でスローン・スティーブンスを破り4大大会自己最高のベスト4に進出した。準決勝でセリーナ・ウィリアムズに 3-6, 0-6 で敗れた。2018年10月22日付のランキングで自己最高の11位を記録している。

## WTAツアー決勝進出結果

### シングルス: 8回 (4勝4敗)
| 大会グレード                  |
| ----------------------------- |
| グランドスラム (0–0)          |
| WTAファイナルズ (0–0)         |
| プレミア・マンダトリー (0–1)  |
| プレミア5 (0-0)               |
| WTAエリート・トロフィー (0-0) |
| プレミア (0–0)                |
| インターナショナル (4–3)      |

| 結果   | No. | 決勝日        | 大会       | サーフェス | 対戦相手                     | スコア        |
| ------ | --- | ------------- | ---------- | ---------- | ---------------------------- | ------------- |
| 優勝   | 1.  | 2010年5月8日  | エストリル | クレー     | アランチャ・パラ・サントンハ | 6–2, 7–5      |
| 準優勝 | 1.  | 2016年6月19日 | マヨルカ   | 芝         | キャロリン・ガルシア         | 3–6, 4–6      |
| 準優勝 | 2.  | 2016年7月17日 | ブカレスト | クレー     | シモナ・ハレプ               | 0–6, 0–6      |
| 優勝   | 2.  | 2017年6月25日 | マヨルカ   | 芝         | ユリア・ゲルゲス             | 6–4, 3–6, 6–3 |
| 準優勝 | 3.  | 2018年6月24日 | マヨルカ   | 芝         | タチアナ・マリア             | 4–6, 5–7      |
| 優勝   | 3.  | 2018年7月22日 | ブカレスト | クレー     | ペトラ・マルティッチ         | 7–6(4), 6–2   |
| 準優勝 | 4.  | 2018年10月6日 | 北京       | ハード     | キャロライン・ウォズニアッキ | 3–6, 3–6      |
| 優勝   | 3.  | 2019年7月28日 | ユールマラ | クレー     | カタジナ・カワ               | 3–6, 7–5, 6–4 |

### ダブルス: 1回 (0勝1敗)
| 結果   | No. | 決勝日        | 大会     | サーフェス | パートナー           | 対戦相手                  | スコア |
| ------ | --- | ------------- | -------- | ---------- | -------------------- | ------------------------- | ------ |
| 準優勝 | 1.  | 2017年6月25日 | マヨルカ | 芝         | エレナ・ヤンコビッチ | マルチナ・ヒンギス 詹詠然 | 不戦敗 |

## 4大大会シングルス成績
略語の説明
| W | F | SF | QF | #R | RR | Q# | LQ | A | Z# | PO | G | S | B | NMS | P | NH |

W=優勝, F=準優勝, SF=ベスト4, QF=ベスト8, #R=#回戦敗退, RR=ラウンドロビン敗退, Q#=予選#回戦敗退, LQ=予選敗退, A=大会不参加, Z#=デビスカップ/BJKカップ地域ゾーン, PO=デビスカップ/BJKカッププレーオフ, G=オリンピック金メダル, S=オリンピック銀メダル, B=オリンピック銅メダル, NMS=マスターズシリーズから降格, P=開催延期, NH=開催なし.
| 大会           | 2006 | 2007 | 2008 | 2009 | 2010 | 2011 | 2012 | 2013 | 2014 | 2015 | 2016 | 2017 | 2018 | 2019 | 2020 | 通算成績 |
| -------------- | ---- | ---- | ---- | ---- | ---- | ---- | ---- | ---- | ---- | ---- | ---- | ---- | ---- | ---- | ---- | -------- |
| 全豪オープン   | A    | A    | LQ   | A    | 1R   | 4R   | A    | LQ   | A    | A    | 2R   | 3R   | 2R   | 4R   | 1R   | 10–7     |
| 全仏オープン   | LQ   | A    | LQ   | 1R   | 1R   | 1R   | A    | A    | A    | A    | 2R   | 3R   | 1R   | 4R   |      | 6–7      |
| ウィンブルドン | A    | LQ   | A    | 1R   | 1R   | 1R   | A    | A    | A    | A    | 1R   | 2R   | 1R   | 2R   |      | 2–7      |
| 全米オープン   | LQ   | A    | A    | 2R   | 2R   | 1R   | LQ   | A    | A    | LQ   | QF   | QF   | SF   | 3R   |      | 17–7     |